# Martillac
Martillac är en kommun i departementet Gironde i regionen Nouvelle-Aquitaine i sydvästra Frankrike. Kommunen ligger i kantonen La Brède som tillhör arrondissementet Bordeaux. År 2022 hade Martillac 3 581 invånare.

## Befolkningsutveckling
Antalet invånare i kommunen Martillac
Referens:INSEE